# Distretto di Newala
Il distretto di Newala  è un distretto della Tanzania situato nella regione di Mtwara. È suddiviso in 28 circoscrizioni (wards) e conta una popolazione di 205 492 abitanti (censimento 2012).
Lista delle circoscrizioni:
- Chihangu
- Chilangalanga
- Chitekete
- Chiwonga
- Kitangari
- Luchingu
- Makonga
- Makote
- Makukwe
- Malatu
- Maputi
- Mchemo
- Mcholi I
- Mcholi II
- Mdimbampelempele
- Mkoma II
- Mkunya
- Mkwedu
- Mnekachi
- Mnyambe
- Mtonya
- Mtopwa
- Mtunguru
- Nakahako
- Nambali
- Namiyonga
- Nandwahi
- Nanguruwe